# Prințesa Adelheid de Schaumburg-Lippe
A nu se confunda cu Prințesa Adelaide de Schaumburg-Lippe

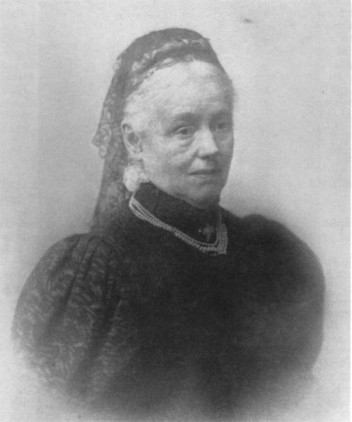
Prințesa Adelheid de Schaumburg-Lippe

Prințesa Adelheid de Schaumburg-Lippe (9 martie 1821, Bückeburg, Schaumburg-Lippe – 30 iulie 1899, Itzehoe, Schleswig-Holstein, Germania) a fost membră a Casei de Schaumburg-Lippe și Prințesă de Schaumburg-Lippe prin naștere. Prin căsătoria ei cu Friedrich, Duce de Schleswig-Holstein-Sonderburg-Glücksburg, Adelheid a fost cumnata regelui Christian al IX-lea al Danemarcei și ducesă consort de Schleswig-Holstein-Sonderburg-Glücksburg din 14 octombrie 1878 până la 27 noiembrie 1885.

## Familie
Adelheid a fost a doua fiică a lui Georg Wilhelm, Prinț de Schaumburg-Lippe și a soției acestuia, Prințesa Ida de Waldeck și Pyrmont. Adelheid a fost sora mai mică a lui Adolf I, Prinț de Schaumburg-Lippe.

## Căsătorie și copii
Adelheid s-a căsătorit cu Friedrich, Duce de Schleswig-Holstein-Sonderburg-Glücksburg, al doilea fiu al lui Friedrich Wilhelm, Duce de Schleswig-Holstein-Sonderburg-Glücksburg și a soției acestuia, Prințesa Louise Caroline de Hesse-Cassel, la 16 octombrie 1841 la Bückeburg, Schaumburg-Lippe. Adelheid și Friedrich au avut cinci copii:
- Prințesa Marie Karoline Auguste Ida Luise de Schleswig-Holstein-Sonderburg-Glücksburg (27 februarie 1844 – 16 septembrie 1932)
- Friedrich Ferdinand Georg Christian Karl Wilhelm, Duce de Schleswig-Holstein (12 octombrie 1855 – 21 ianuarie 1934)
- Prințesa Luise Karoline Juliane de Schleswig-Holstein-Sonderburg-Glücksburg (6 ianuarie 1858 – 2 iulie 1936)
- Prințesa Marie Wilhelmine Luise Ida Friederike Mathilde Hermine de Schleswig-Holstein-Sonderburg-Glücksburg (31 august 1859 – 26 iunie 1941)
- Prințul Albrecht Christian Adolf Karl Eugen de Schleswig-Holstein-Sonderburg-Glücksburg (15 martie 1863 – 23 aprilie 1948)